# President del Turkmenistan

Estendard del President del Turkmenistan

Escut de la República

El President del Turkmenistan és el cap d'estat de la República del Turkmenistan. El president també és el cap del Govern i comandant de les Forces Armades. La Constitució n'estipula l'elecció cada cinc anys per sufragi universal directe però, des de la dissolució de la Unió Soviètica, la realitat no s'ha ajustat gaire a la previsió institucional. El Secretari General del Partit Comunista de l'antiga República Socialista Soviètica del Turkmenistan, Saparmurat Niàzov, va reconvertir el partit en Partit Democràtic del Turkmenistan i es va proclamar president de la nova república independent. El règim va anar derivant cap a un sistema absolutista i vitalici, ratllant la idolatria. A la seva mort el va succeir el que havia estat nomenat hereu seu.

## Llista de presidents
| Núm. |                            | Nom                             | Inici                  | Fi                     | Partit     | Observacions          |
| 1.   | Saparmurat Niyazov         | Saparmurat Niàzov "Türkmenbaşy" | 27 d'octubre de 1991   | 21 de desembre de 2006 | Democràtic | Mort estant en actiu. |
| 2.   | Gurbanguly Berdimuhammedov | Gurbanguly Berdimuhamedow       | 21 de desembre de 2006 | en actiu               | Democràtic |                       |